# Air Force Cross (Vereinigte Staaten)
Das Air Force Cross ist eine US-amerikanische Auszeichnung für Tapferkeit. Das Kreuz ist nach der Medal of Honor die zweithöchste Auszeichnung die Angehörigen der United States Air Force (USAF) verliehen werden kann. Bisher wurden 202 Verleihungen vorgenommen (Ende 2020).

## Geschichte
Bis zur Gründung der USAF als eigenständige Teilstreitkraft, waren die United States Army Air Forces ein Teil der United States Army und orientierte sich bei der Verleihung von Auszeichnungen weitestgehend an den dort herrschenden Gepflogenheiten. Ausnahmen bildeten Auszeichnungen wie die Air Medal und das Distinguished Flying Cross (DFC), die jedoch dem fliegenden Personal vorbehalten waren.
In den 1950er-Jahren kam in den Reihen der USAF der Wunsch nach einer eigenen Tapferkeitsauszeichnung, unterhalb der Medal of Honor, auf. Im Frühjahr 1958 wurde die Zivilmitarbeiterin Eleanor Cox damit beauftragt, eine solche zu entwerfen. Ihre ersten Vorschläge stießen auf wenig Zustimmung, da sich diese zu sehr am Distinguished Service Cross (DSC) der Army orientierten. Gegen Ende des Jahres 1959 stellte Cox erneut einen Entwurf vor, nachdem sie das Ursprungsdesign radikal überarbeitet hatte. Der Vorschlag wurde sowohl von der Führung der USAF, als auch von der Commission of Fine Arts für gut befunden am 20. Januar 1960 genehmigt.
Der Kongress erließ am 9. Juli 1960 ein Gesetz (Public Law 86-593), welches es der USAF erlaubte ihre eigene Version des DSC zu schaffen.
Auf Basis der Zeichnungen von Eleanor Cox schuf der Bildhauer Thomas H. Jones ein übergroßes Gipsmodell des zukünftigen Air Force Cross, welches Mitte 1961 durch die New Yorker Firma Medallic Art Company zur Fertigung einer Vorserie genutzt wurde. Nach letzten Korrekturen und der Endabnahme durch die USAF begann die Medallic Art Company im September 1962 mit der Serienfertigung.

## Beschreibung
Das Air Force Cross ist ein aus Bronze gefertigtes gemeines Kreuz. Auf der Vorderseite befindet sich mittig der aus dem Wappen des USAF entlehnte Weißkopfseeadler vor einer Wolke. Der Adler wird von einem Lorbeerkranz eingefasst. Auf der Rückseite befindet sich auf dem Querbalken des Kreuzes ein erhabenes Rechteck, in welchem der Name des Trägers der Auszeichnung eingraviert wird. Das Ordensband besteht aus je einem schmalen roten und weißen Streifen an den Außenseiten und einem breiten hellblauen Streifen in der Mitte.
Wiederholte Verleihungen werden durch ein Oak Leave Cluster (Eichenlaub) angezeigt.

## Verleihung
Die Auszeichnung wurde erstmals im Dezember 1962 postum an Major Rudolf Anderson verliehen. Anderson war während der Kubakrise bei einem Aufklärungsflug über der Insel abgeschossen worden. Der Orden wurde der Witwe von Anderson von Präsident John F. Kennedy persönlich überreicht.

### Verleihungen nach Konflikt
- Kubakrise: 1
- Vietnamkrieg: 183
- Zweiter Golfkrieg: 2
- Somalischer Bürgerkrieg: 1
- Krieg in Afghanistan seit 2001: 10
- Operation Inherent Resolve: 1

## Vergleichbare Auszeichnungen
- Distinguished Service Cross
- Navy Cross